# Boom (Belgien)
Boom ist eine belgische Gemeinde in der Region Flandern mit 19.431 Einwohnern (Stand 1. Januar 2024).

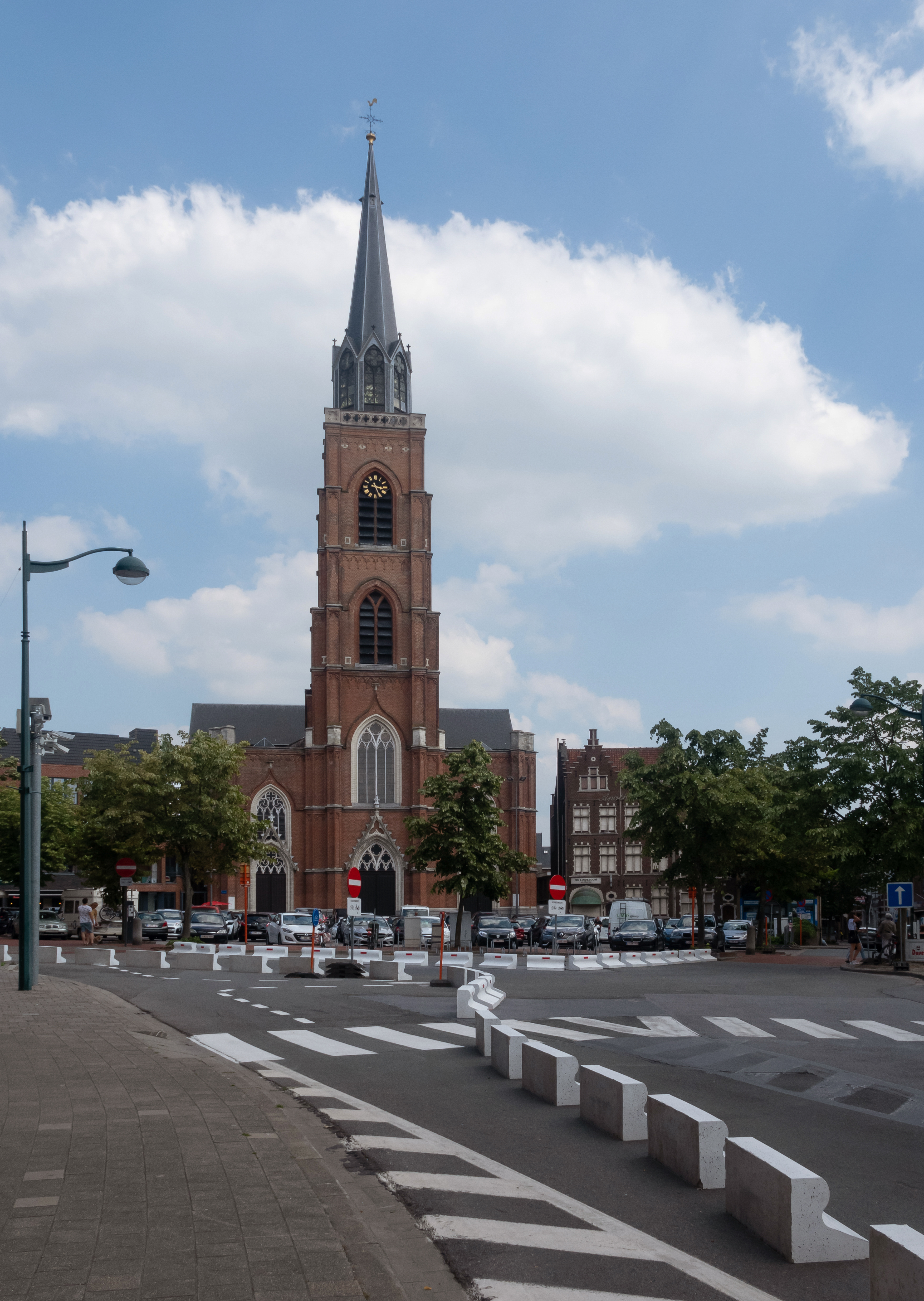
Die Parochiekerk Onze-Lieve-Vrouw und Sint-Rochus

## Lage
Mechelen liegt 10 Kilometer südöstlich, das Stadtzentrum von Antwerpen 14 Kilometer nördlich und Brüssel etwa 28 Kilometer südlich von Boom.
Die nächsten Autoanschlussstellen befinden sich bei Kontich und Rumst an der A1/E 19. In Duffel, Kontich und Willebroek befinden sich die nächsten Regionalbahnhöfe. Der Flughafen Antwerpen ist der nächste Regionalflughafen.

## Persönlichkeiten
- Charles Augustin Wauters (1808–1869), Genre- und Historienmaler sowie Radierer
- Egide Aerts (1822–1853), Flötist, Komponist und Musikpädagoge
- Charles Lannie (1881–1958), Turner
- Alfons Spiessens (1888–1956), Radrennfahrer
- Paul Haesaerts (1901–1974), Kunsthistoriker
- Jos De Saeger (1911–1998), Politiker
- Edmond De Lathouwer (1916–1994), Radrennfahrer
- August Elsen (1923–1945), Widerstandskämpfer gegen Nazideutschland
- Bobbejaan (1925–2010), Sänger und Entertainer
- Roland Van Campenhout (* 1945), Bluesmusiker
- Björn Vleminckx (* 1985), Fußballspieler

## Regelmäßige Veranstaltungen
Seit dem 14. August 2005 findet jährlich im an den Ortskern angrenzenden De-Schorre-Park Tomorrowland, eines der größten Musikfestivals im Bereich der EDM, statt. Ebenfalls in dem Park findet jährlich das Querfeldeinrennen Schorrecross statt.